# Céline Groussard
 (novembre 2024).
Il peut être nécessaire de l'améliorer pour respecter le principe de neutralité de point de vue. Veuillez consulter la page de discussion pour plus de détails.

Pour les articles homonymes, voir Groussard.
Céline Groussard, est une actrice, scénariste et réalisatrice française.
Elle est connue notamment pour avoir joué dans le film Un p'tit truc en plus le rôle de l’éducatrice Céline.

## Biographie
Au cinéma, elle est au casting des longs métrages Vagabondes, L’Astragale, et des courts métrages French Kiss (qu’elle a également écrit et réalisé), Pétages et Les Effaceurs, récompensés dans une multitude de festivals nationaux et internationaux.
À la télévision, elle joue dans le film Un destin inattendu réalisé par Sonia Rolland. Elle a aussi collaboré à des séries aux genres contrastés : de Septième Ciel à A Musée Vous, A Musée Moi, en passant par la série belge populaire et familiale 1 Semaine Sur 2 et En Famille.
Elle a également fait partie de plusieurs programmes à succès dont le Jamel Comedy Club, La Grosse Émission ou Vendredi tout est permis avec Arthur.
Au théâtre, Céline Groussard a joué sur des scènes nationales une majorité de premiers rôles à l'occasion de spectacles contemporains, avec des metteurs en scène tels que Brigitte Sy, Thibaut Amorfini et Édouard Signolet ; elle joue également le rôle de Miss Lynch dans la comédie musicale Grease - plus de 250 dates à Mogador, le rôle de Jane dans la comédie Duels à Davidéjonatown mise en scène par Artus, ou encore dans son seule-en-scène, récompensé par plusieurs prix dont le Prix de la SACD des Duels pour Rire.

## Spectacles
- 2014-2017: One woman show[4], prix du festival Duels pour rire 2014[5], Gagnante des "Impertinentes"[6], Prix SACD Duels pour rire.
- En période d'essai[7],[8]
- 2016 : à la Nouvelle Seine[9]
- 2018-2022: Duels à Davidjonatown[10] mise en scène par Artus

## Filmographie

### Cinéma

#### Actrice

##### Longs métrages
- 2015: L'Astragale[11], de Brigitte Sy
- 2022: Vagabondes[12], Philippe Dajoux, 6 Prix & 13 nominations internationales
- 2022: Acide[13] de Just Philippot
- 2022:  Middle de Maxime Potherat
- 2024: Un p'tit truc en plus[14] d'Artus : Céline
- 2025 : Le Routard de Philippe Mechelen[15]

Courts métrages
- 2013: French Kiss[16] de Céline Groussard, 4 Prix et 19 Sélections Nationales & Internationales (festival international du film de comédie de l'Alpe d'Huez 2014), acheté par Canal +
- 2024 : Les effaceurs[17] réalisé par Frédérick Vin

### Télévision
- 2013: Commissariat central, Varante Soudijan - Saison 1
- 2015: Groland le zapoï de Marc Ory
- 2017: En famille, saison 6, Emmanuel Sapolsky, 3 épisodes
- 2019: À musée vous, à musée moi (saison 2, ep 9, 19 et 29 : Shot Marilyns) Pablo Muños Gomez, 3 épisodes
- 2019-2021: 1 semaine sur 2, Grégory Béghin & Joachim Weissmann, Saisons 1 & 2 Rôle récurrent sur 10 épisodes
- 2023: 7ème ciel, Alice Vial | Série OCS Prix meilleure série 26' Festival de la Fiction
- 2024: Un destin inattendu, Sonia Rolland, Téléfilm France 2

### Web série
- 2014: Top wesh / Giflor de Lucien Maine produit par Golden Moustache
- 2015: Genius de Thomas François[18] (RTBF)
- 2020: Les rescapés de l'impossible de Mathieu Berthon
- 2021: Lulli Land de Philippe Dajoux

### Collaborations télévisées et apparitions
- 2014: On n'demande qu'à en rire, France 2
- 2016: Jamel Comedy Club - Canal +, Saison 9
- 2016: La grosse émission[19] , Le JT (Céline Groussard) - COMÉDIE +
- 2017-2018: Code promo[20] (Céline Groussard) Céline Goussard- FRANCE 2
- 2022: Vendredi tout est permis avec Arthur - TF1
- 2024: Invitation à participer à l'émission Cuisine ouverte tv[21] sur France 3, présenté par Mory Sacko